# Assemblea generale del Wisconsin
L’ Assemblea generale del Wisconsin è, insieme al Senato, una delle due camere che compongono la Legislatura statale del Wisconsin. Essa si riunisce nel Campidoglio dello Stato del Wisconsin.
La Camera è composta da 99 rappresentanti, eletti ogni due anni. Non sono presenti vincoli sul numero di mandati.